# Ólafur Darri Ólafsson

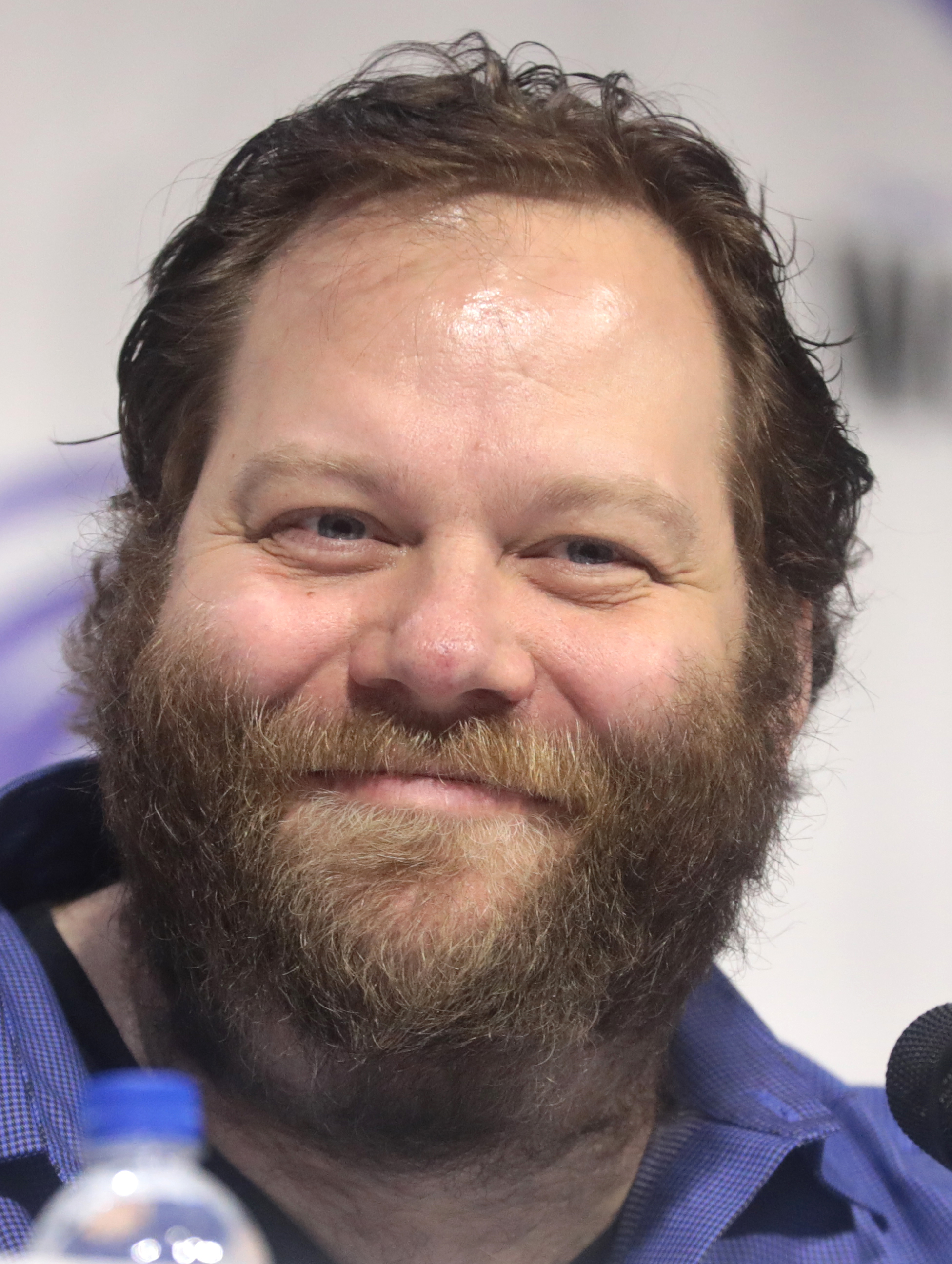
Ólafur Darri Ólafsson (2019)

Ólafur Darri Ólafsson (* 13. März 1973 in Connecticut, Vereinigte Staaten) ist ein isländischer Schauspieler.

## Leben
Ólafur Darri Ólafsson wurde 1973 in Connecticut geboren, wo sein Vater Medizin studierte. Die Familie zog zurück nach Island, als er vier Jahre alt war.
Ólafur tritt in Island regelmäßig am Theater auf. 1997 gab er mit einer kleinen Rolle in Perlur og svín sein Filmdebüt. In Baltasar Kormákurs Regiedebüt 101 Reykjavík übernahm er im Jahr 2000 die Rolle des Marri. Mit Baltasar Kormákur arbeitete er auch in den kommenden Jahren mehrfach zusammen. Im US-Thriller Contraband war er 2012 als Olaf zu sehen. Im gleichen Jahr übernahm er in The Deep die Rolle des Fischers Guðlaugur Friðþórsson, der nach einem Schiffsuntergang mehrere Stunden im kalten Meerwasser überlebt hatte.
Für seine Darstellung des Leifur Sigurdarson in Marteinn Thorssons Drama XL wurde er 2012 als Bester Darsteller beim Internationalen Filmfestival Karlovy Vary ausgezeichnet.
Danach folgten zunehmend Auftritte in internationalen Produktionen. So war Ólafur Darri Ólafsson unter anderem in Ben Stillers Komödien-Drama Das erstaunliche Leben des Walter Mitty, der Fernsehserie True Detective, Jonathan Demmes Fernsehfilm Line of Sight, dem Actionfilm The Last Witch Hunter und Steven Spielbergs Fantasyfilm BFG – Big Friendly Giant zu sehen. 2016 trat er im Musikvideo Winter Sound der isländischen Indie-Rock-Band Of Monsters and Men auf.
Seit dem Jahr 2015 ist er in der isländisch-deutschen Krimiserie Trapped – Gefangen in Island in der Hauptrolle des wortkargen Kommissars Andri Ólafsson zu sehen. Seit 2025 tritt er in der zweiten Staffel der US-amerikanischen Fernsehserie Severance in einer wiederkehrenden Nebenrolle auf.
Ólafur Darri Ólafsson ist mit der Tänzerin Lovísa Ósk Gunnarsdóttir liiert; das Paar hat zwei Töchter.

## Filmografie (Auswahl)
- 1997: Perlur og svín
- 1999: Glanni Glæpur Í Latabæ
- 2000: Úr öskunni í eldinn (Fernsehfilm)
- 2000: Fiasko
- 2000: 101 Reykjavík
- 2002: Áramótaskaup (Fernsehfilm)
- 2003: Virus im Paradies (Virus au paradis, Fernsehfilm)
- 2003: Njálssaga (Fernsehfilm)
- 2004: Áramótaskaup 2004 (Fernsehfilm)
- 2005: Beowulf & Grendel
- 2005: Áramótaskaup 2005 (Fernsehfilm)
- 2006: Blóðbönd
- 2006: Kinder (Börn)
- 2006: Der Adler – Die Spur des Verbrechens (Ørnen: En krimi-odyssé, Fernsehserie, 1 Episode)
- 2007: Eltern (Foreldrar)
- 2007: Skaup (Fernsehfilm)
- 2008: Brúðguminn
- 2008: Sveitabrúðkaup
- 2008: Reykjavík – Rotterdam
- 2009: Fangavaktin (Miniserie, 7 Episoden)
- 2010: Kóngavegur
- 2010: Woyzeck 2010
- 2010: Brim
- 2011: Rokland
- 2012: Contraband
- 2012: The Deep (Djúpið)
- 2013: XL
- 2013: Das erstaunliche Leben des Walter Mitty (The Secret Life of Walter Mitty)
- 2013: Áramótaskaup 2013 (Fernsehfilm)
- 2014: Banshee – Small Town. Big Secrets. (Banshee, Fernsehserie, 2 Episoden)
- 2014: True Detective (Fernsehserie, 1 Episode)
- 2014: Harry & Heimir: Morð eru til alls fyrst
- 2014: Ruhet in Frieden – A Walk Among the Tombstones (A Walk Among the Tombstones)
- 2014: We Hate Paul Revere (Fernsehfilm)
- 2014: Line of Sight (Fernsehfilm)
- 2014: How and Why (Fernsehfilm)
- 2015: Austur
- 2015: Bakk
- 2015: The Last Witch Hunter
- seit 2015: Trapped – Gefangen in Island (Ófærð, Fernsehserie)
- 2016: BFG – Big Friendly Giant (The BFG)
- 2016: Zoolander 2
- 2016: The White King
- 2016: Quarry (Fernsehserie, 4 Episoden)
- 2016: The Missing (Fernsehserie, 4 Episoden)
- 2016–2017: Lady Dynamite (Fernsehserie, 13 Episoden)
- 2017: Emerald City – Die dunkle Welt von Oz (Emerald City, Fernsehserie, 7 Episoden)
- 2018: Bad Spies (The Spy Who Dumped Me)
- 2018: Meg (The Meg)
- 2018: Lof mér að falla
- 2018: Hilda (Fernsehserie, 13 Episoden)
- 2018: Keepers – Die Leuchtturmwärter (The Vanishing)
- 2018: Phantastische Tierwesen: Grindelwalds Verbrechen (Fantastic Beasts: The Crimes of Grindelwald)
- 2019: Drachenzähmen leicht gemacht 3: Die geheime Welt (How to Train Your Dragon: The Hidden World, Stimme)
- 2019: The Widow (Fernsehserie, 8 Episoden)
- 2019: New Amsterdam (Fernsehserie, 1 Episode)
- 2019: Murder Mystery
- 2019: Dem Leben auf der Spur (End of Sentence)
- 2019–2020: NOS4A2 (Fernsehserie, 20 Episoden)
- 2019: Der dunkle Kristall: Ära des Widerstands (The Dark Crystal: Age of Resistance, Fernsehserie, 6 Episoden, Stimme)
- 2020: Eurovision Song Contest: The Story of Fire Saga
- 2020: Ráðherrann (Fernsehserie, 8 Episoden)
- 2021: Star Stable: Mistfall (Fernsehserie, 8 Episoden)
- 2021: Vegferð (Fernsehserie, 6 Episoden)
- 2022: The Tourist – Duell im Outback (The Tourist, Fernsehserie)
- 2022: Beautiful Beings (Berdreymi)
- 2022: Summerlight… and Then Comes the Night (auch als Produzent)
- 2023: Gletschergrab (Napóleonsskjölin)
- 2025: Severance (Fernsehserie, 2. Staffel)